# ロントン

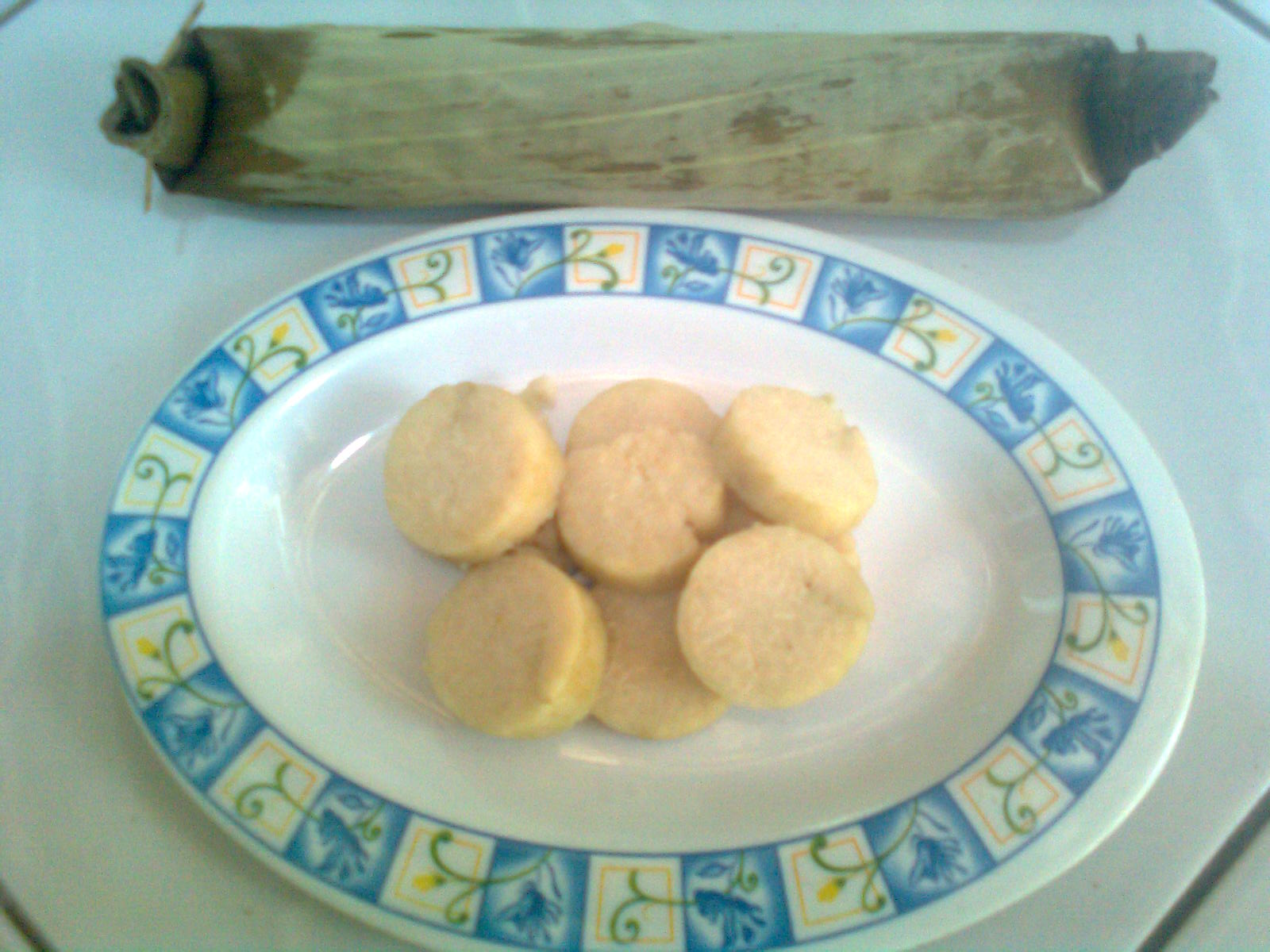
ロントンの例

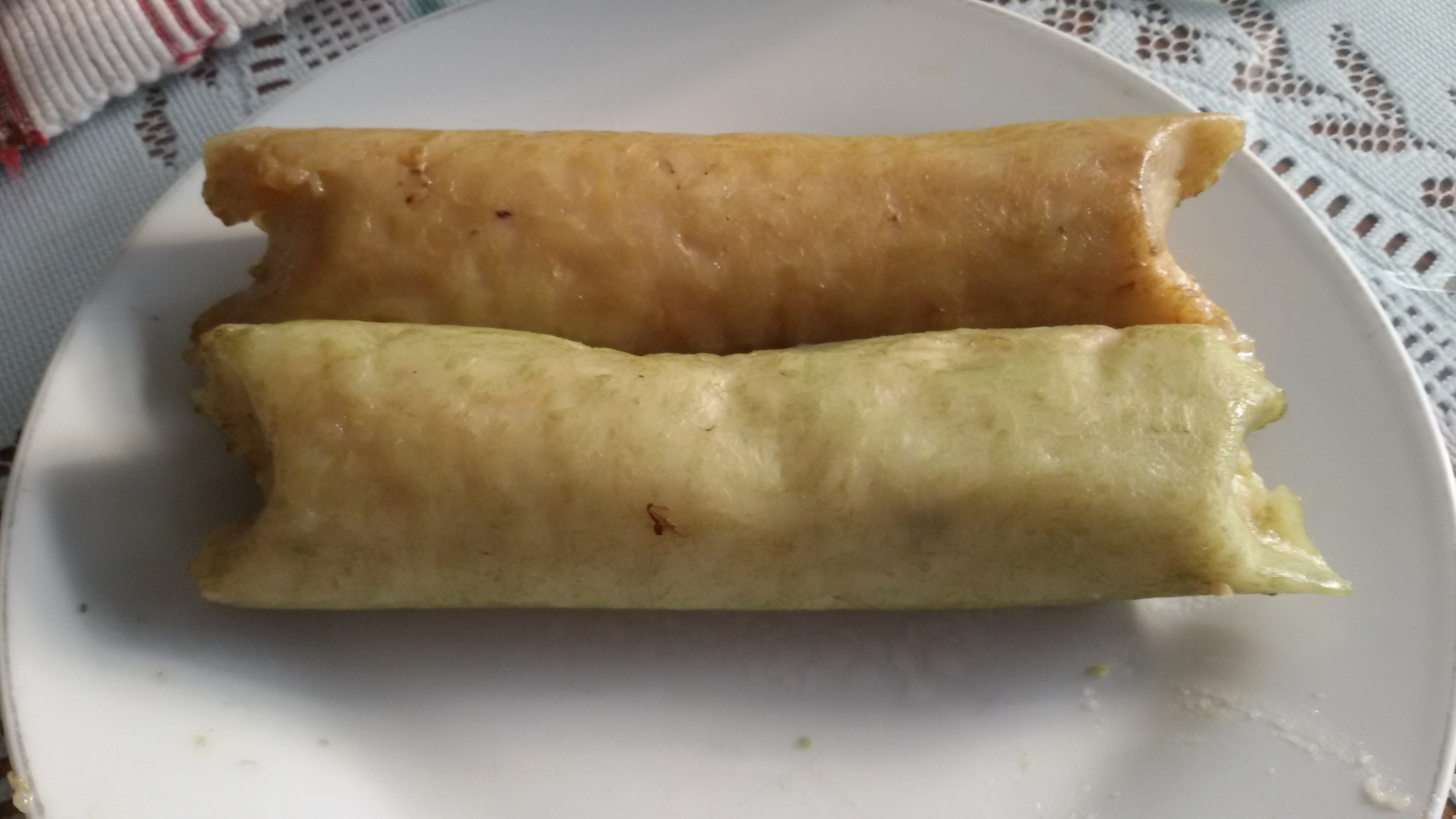
バナナの葉に包まれた状態

ロントン（lontong）は、インドネシアの米料理。半生状態に蒸した米をバナナの葉に包んで蒸しあげたちまきの一種である。

## 概要
ロントンの米は詰まったようになっており、食感はおこわに似る。
蒸気で減菌されているため通常の蒸した米に比べ日持ちし、携帯食としても用いられる。ロントンは通常、おかずと共に提供される。
似たような料理にバナナの葉の代わりにココヤシの葉を用いたクトゥパがある。